# Heinrich Grein
Heinrich Leopold Grein (geboren am 6. September 1882 in Hamburg; gestorben am 4. April 1952 in Saarbrücken) war ein deutscher Sozialist und Reformpädagoge.

## Leben
Geboren und aufgewachsen in Hamburg, legte Grein 1900 sein Abitur ab und studierte anschließend Philosophie und neuere Sprachen, zunächst in Berlin, dann an der Universität Kiel. Er promovierte am 31. Oktober 1903 zum Doktor der Philosophie mit einem Werk über den Reim bei Théodore de Banville. Anschließend trat er in den Schuldienst ein, heiratete, und unterrichtete zunächst für ein Jahr an einer deutschen Realschule in Bukarest, anschließend ab 1905 am Realgymnasium (dem späteren Gymnasium am Krebsberg) in Neunkirchen (Saar). Dort unterrichtete er ab 1909 als Oberlehrer und ab 1915 als Studienprofessor und betätigte sich politisch. Ende 1929 zog die Familie nach Saarbrücken. Während der Zeit des Nationalsozialismus war er gezwungen, sich aus der Politik zurückzuziehen und lebte im Untergrund in seiner alten Heimatstadt Hamburg, wo er von Verwandten und Bekannten versteckt wurde. Während des Zweiten Weltkriegs war er ausgebombt und lebte versteckt auf dem Land sowie in Leipzig, Danzig und Lübeck-Travemünde.
Nach der Befreiung vom Nationalsozialismus kehrte er nach einem schweren Schlaganfall zurück zu seiner Familie ins Saarland. Trotz einer halbseitigen Lähmung konnte er sich mit einem Elektrogeschäft in St. Ingbert zeitweilig über Wasser halten. 1950 ging er in ein Saarbrücker Altenheim, wo er am 4. April 1952 verstarb.

## Politische Betätigung
Heinrich Grein trat in Neunkirchen zunächst in die Fortschrittliche Volkspartei ein und wurde deren Vorsitzender. Er gründete außerdem 1914 einen Volksbildungsverein. Er wurde 1918 zum Landsturm einberufen. Nach dem Ende des Ersten Weltkriegs trat er dem Arbeiter- und Soldatenrat Kreuznach bei und wurde dessen Vorsitzender, Sprecher sowie strategischer Kopf. Am 8. Dezember 1918 wurde er als Delegierter zum Reichsrätekongress gewählt. Er durfte jedoch das besetzte linksrheinische Gebiet nicht verlassen.
Nach dem Scheitern der Novemberrevolution kehrte er nach Neunkirchen zurück und trat der dortigen SPD bei. Er war von 1920 bis 1929 Stadtverordneter in Neunkirchen und einer der umtriebigsten Redner der SPD im Saargebiet. Zudem schrieb er Berichte und Lyrik für das Parteiorgan „Volksstimme“.
1930 verließ er die SPD, weil sie seinen revolutionären Standpunkt nicht teilte. Er war 1931 einer der Gründer der linksorientierten Abspaltung Sozialistische Arbeiterpartei (SAP) sowie Schriftleiter des Parteiorgans „Die Fackel“. Im Abstimmungskampf um das Saargebiet engagierte er sich gegen einen Beitritt zum Deutschen Reich. Er trat im gesamten Saargebiet als Redner auf und schrieb Gedichte und Texte für Arbeiterzeitungen.
Nach der Saarabstimmung stellte er einen Antrag auf Entlassung aus dem Schuldienst und Versetzung in den Ruhestand. Zum 1. März 1935, dem Tag der Rückgliederung, wurde er vorzeitig in den Ruhestand versetzt. Er war als Regimegegner und sogenannter „Volljude“ doppelter Ausgrenzung ausgesetzt und lebte daher den Rest der NS-Zeit im Untergrund, um der Verfolgung durch die Nationalsozialisten zu entgehen. Im kleinen Rahmen setzte er seine Widerstandstätigkeit im Untergrund fort.

## Werke
- Studien über den Reim bei Théodore de Banville. Hamburg 1903 (Dissertation).
- Die “Idylles Prussiennes” von Théodore de Banville. Hamburg 1906.